# Мартинов Юрій Федорович (військовий)
Мартинов Юрій Федорович (11 жовтня 1947 — 23 лютого 1980) — радянський військовик, учасник афганської війни. Посмертно нагороджений орденом Червоної зірки.

## Життєпис
Народився 11 жовтня 1947 року у селі Новобунаково Петрівського району Харківської області в родині селян російського походження. Деякий час проживав у селищі Підсереднє.
Працював водієм у радгоспі. З 31 серпня 1966 року у лавах Радянської армії. Закінчив Полтавське вище зенітне ракетне командне та Києвське вище зенітно-ракетне інженерне училища.
У грудні 1979 прибув офіцером до Афганістану. Служив старшим помічником керівника служби ракетно-артилерійського озброєння зенітних ракет, 2-ї зенітно-ракетної бригади. 23 лютого 1980 року помер від отруєння чадним газом у тунелі Саланг.
Похований в селі Вербівка Балаклійського району Харківської області.

## Нагороди
- орден Червоної Зірки (посмертно)

## Пам'ять

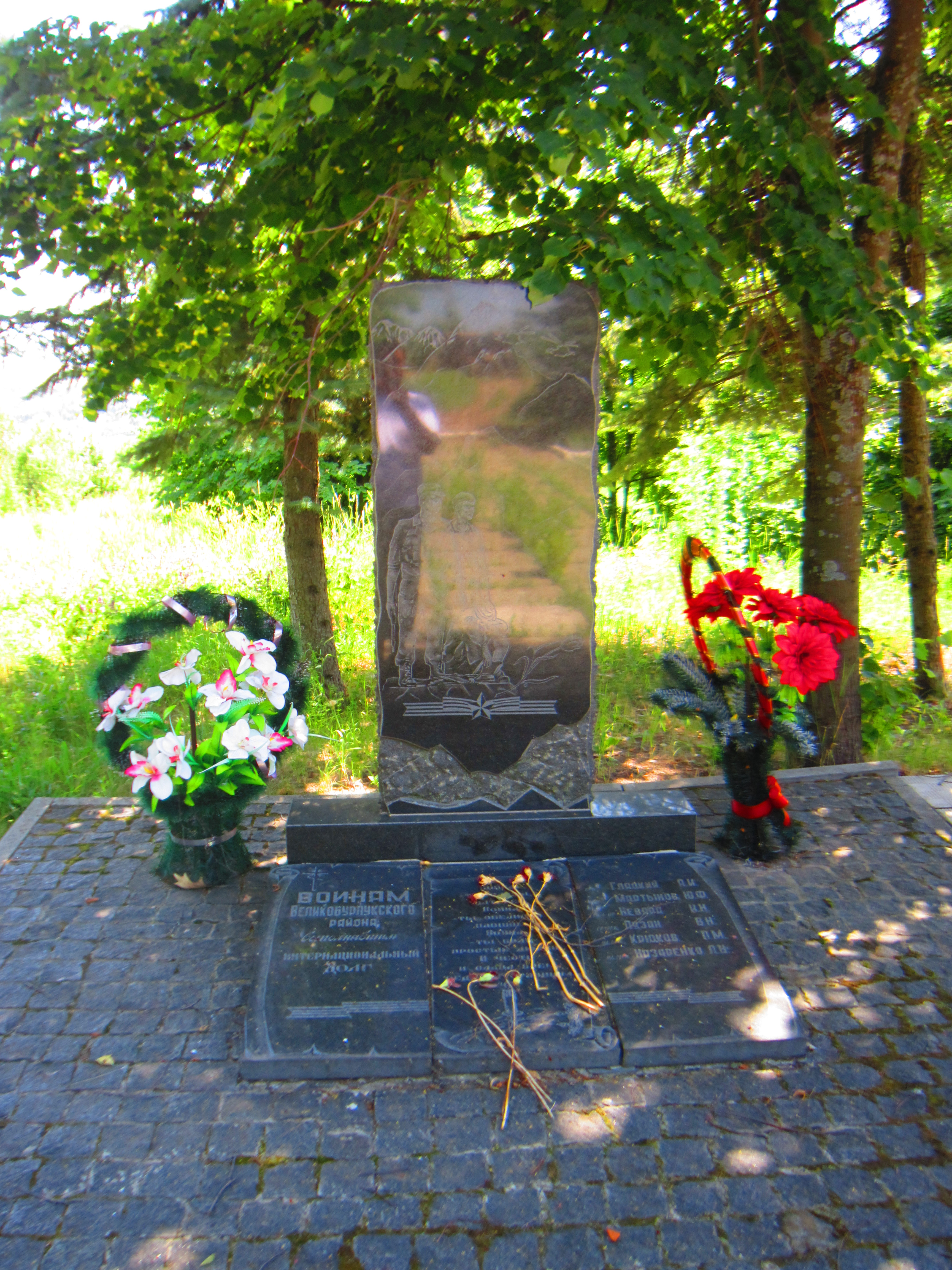
Пам'ятний знак воїнам-інтернаціоналістам у Великому Бурлуці

- Його ім'я викарбуване на одній з плит Меморіального комплексу пам'яті воїнів України, полеглих в Афганістані у Києві[5].
- Його ім'я викарбуване на одній з плит Меморіалу пам'яті воїнів-інтернаціоналістів у Харкові[6].
- Його ім'я викарбуване на Пам'ятному знаці воїнам-інтернаціоналістам у Великому Бурлуці.